# Andreas Khol
Andreas Khol (Bergen auf Rügen, Alemania, 14 de julio de 1941) es un político austríaco afiliado al conservador Partido Popular Austríaco, Presidente del Consejo Nacional de Austria de 2002 a 2006.

## Biografía
Andreas Khol nació en Bergen auf Rügen, Alemania, aunque se crio en la ciudad de Sterzing en Tirol del Sur. Su familia se trasladó a Innsbruck, donde Khol fue al colegio (Akademisches Gymnasium Innsbruck) y sirvió como Boy Scout. Estudió derecho y se especializó en derecho constitucional como estudiante de Felix Ermacora. Uno de los políticos más importantes de su partido, ocupó el cargo de primer presidente del Consejo Nacional de Austria entre 2002 y 2006. Junto al canciller en funciones Wolfgang Schüssel, tenía un poder considerable dentro del Partido Popular Austríaco. Andreas Khol asumió el cargo de jefe de la Organización de Ciudadanos Mayores en el Partido Popular Austríaco. Renunció al cargo después de aceptar la nominación para presentarse como candidato para el cargo de Presidente Federal en 2016. Inmediatamente desafió la política de puertas abiertas del gobierno sobre la aceptación de refugiados y logró provocar un cambio de sentido tanto en su partido como en el Gobierno. A pesar de esto, quedó en el último lugar en la carrera presidencial consiguiendo poco más del 11 por ciento de los votos, detrás del candidato socialdemócrata. Las disputas internas en el ÖVP y la falta de compromiso por parte de la maquinaria del partido fueron citadas como razones, así como una oleada en el apoyo al candidato de extrema derecha Norbert Hofer del FPÖ que lideró los comicios. Visiblemente sacudido en la noche de las elecciones, Khol anunció que renunciaba a la política.
Khol dominaba el inglés y el francés y era editor de un libro anual de ciencias políticas llamado Austrian Politics Yearbook.
Miembro de A.V. Raeto-Bavaria Innsbruck, una fraternidad católica que pertenece a la Cartellverband, Andreas Khol era conocido por ser católico practicante y a menudo expresó opiniones conservadoras sobre la política social. Representaba el ala católica-conservadora de su partido. Su hijo menor, Julian, es un modelo masculino conocido internacionalmente y está casado con la presentadora de televisión turca Nazan Eckes.

## Honores y premios
- 1992 -  : Gran Decoración de Honor de Plata de la Orden al Mérito de la República de Austria
- 1998 -  : Gran Decoración de Honor de Plata de la Orden de Oro con Estrellas al Mérito de la República de Austria.
- : Oficial de la Legión de Honor[3]